# Konjugation (Gruppentheorie)
Die Konjugationsoperation ist eine Gruppenoperation, die eine Gruppe in Konjugationsklassen zerlegt. Die Elemente einer Konjugationsklasse haben viele Gemeinsamkeiten, sodass eine nähere Betrachtung dieser Klassen wichtige Einblicke in die Struktur nicht-abelscher Gruppen ermöglicht. Bei abelschen Gruppen sind Konjugationsklassen nebensächlich, da jedes Gruppenelement eine eigene Konjugationsklasse bildet.

## Konjugationsoperation
Die Konjugationsoperation ist eine Operation einer Gruppe auf sich selbst, die entweder als Linksoperation
{\displaystyle (g,h)\mapsto ghg^{-1}}
oder als Rechtsoperation
{\displaystyle (g,h)\mapsto h^{-1}gh}
definiert ist.
Für die Rechtsoperation {\displaystyle (g,h)\mapsto h^{-1}gh} ist die exponentielle Schreibweise {\displaystyle h^{-1}gh=g^{h}} üblich.  In dieser Notation erfüllt die Konjugationsoperation die Beziehung {\displaystyle (x^{g})^{h}=x^{gh}}. Im Folgenden wird die Konjugationsoperation als Linksoperation definiert.
Zwei Elemente {\displaystyle h_{1}} und {\displaystyle h_{2}} einer Gruppe G heißen zueinander konjugiert, wenn es ein Element {\displaystyle g\in G} gibt, sodass {\displaystyle h_{1}=gh_{2}g^{-1}} ist. Die Konjugiertheit ist eine Äquivalenzrelation. Sie besitzt also folgende Eigenschaften:
- Jedes Element {\displaystyle h} ist konjugiert zu sich selbst (Reflexivität).
- Ist {\displaystyle h_{1}} konjugiert zu {\displaystyle h_{2}}, so ist auch {\displaystyle h_{2}} konjugiert zu {\displaystyle h_{1}} (Symmetrie).
- Ist {\displaystyle h_{1}} konjugiert zu {\displaystyle h_{2}} und {\displaystyle h_{2}} konjugiert zu {\displaystyle h_{3}}, dann ist auch {\displaystyle h_{1}} konjugiert zu {\displaystyle h_{3}} (Transitivität).

Alle Elemente, die zueinander konjugiert sind, bilden jeweils eine Äquivalenzklasse, die sogenannte Konjugationsklasse von {\displaystyle h}:
{\displaystyle G\cdot h=\left\{ghg^{-1}\mid g\in G\right\}}
Dabei kann als {\displaystyle h} ein beliebiges Element der Konjugationsklasse gewählt werden. Die Konjugationsklassen sind die Bahnen der Konjugationsoperation.
Der Stabilisator
{\displaystyle Z_{G}(x)=\left\{g\in G\mid x=gxg^{-1}\right\}}
eines Elementes {\displaystyle x} ist der Zentralisator von {\displaystyle x}.
Zwei Untergruppen {\displaystyle U} und {\displaystyle V} einer Gruppe {\displaystyle G} heißen konjugiert zueinander, wenn es ein {\displaystyle g\in G} gibt mit {\displaystyle V=gUg^{-1}}.
Eine Untergruppe {\displaystyle N} einer Gruppe {\displaystyle G} ist invariant unter Konjugation, wenn für alle Elemente {\displaystyle h} aus {\displaystyle N} und alle Elemente {\displaystyle g} aus {\displaystyle G} das Produkt {\displaystyle ghg^{-1}} wieder in {\displaystyle N} liegt:
{\displaystyle gNg^{-1}=N}
Eine unter Konjugation invariante Untergruppe einer Gruppe wird als Normalteiler der Gruppe bezeichnet. Normalteiler erlauben die Bildung von Faktorgruppen der Gruppe.
Zwei Gruppenwirkungen {\displaystyle G_{1}\times X\to X} und {\displaystyle G_{2}\times X\to X} heißen konjugiert zueinander, wenn {\displaystyle G_{1}} und {\displaystyle G_{2}} als Untergruppen der Automorphismengruppe {\displaystyle Aut(X)} konjugiert zueinander sind.

## Konjugation
Die Konjugation mit {\displaystyle g} ist die Abbildung
{\displaystyle \operatorname {int} _{g}\colon G\rightarrow G,\quad h\mapsto ghg^{-1}}.
Sie entsteht aus der Konjugationsoperation, indem {\displaystyle g} festgehalten wird. Die Konjugation ist ein Automorphismus von {\displaystyle G}. Automorphismen von {\displaystyle G}, die als Konjugation mit einem Element von {\displaystyle G} geschrieben werden können, werden als innere Automorphismen bezeichnet.  Daher kommt auch die Bezeichnung {\displaystyle \operatorname {int} _{g}}, bei der das „int“ für „interior“ steht.
Die inneren Automorphismen {\displaystyle \operatorname {Inn} (G)} bilden einen Normalteiler der Automorphismengruppe von {\displaystyle G}.
Als Kern des Gruppenhomomorphismus
{\displaystyle T\colon \ G\rightarrow \operatorname {Inn} (G),\quad g\mapsto \operatorname {int} _{g}}
erhält man das Zentrum {\displaystyle Z(G)} von {\displaystyle G}.
Nach dem Homomorphiesatz vermittelt die Abbildung {\displaystyle T} also einen Isomorphismus von {\displaystyle G/Z(G)} nach {\displaystyle \operatorname {Inn} (G)}.